# Порту-Фелис
Порту-Фелис (порт. Porto Feliz)  —  муниципалитет в Бразилии, входит в штат Сан-Паулу. Составная часть мезорегиона Макрорегион агломерации Сан-Паулу. Входит в экономико-статистический  микрорегион Сорокаба. Население составляет 51 854 человека на 2006 год. Занимает площадь 556,563 км². Плотность населения — 93,2 чел./км².

## История
Город основан 13 октября 1797 года.

## Статистика
- Валовой внутренний продукт на 2003 составляет 386.493.170,00 реалов (данные: Бразильский институт географии и статистики).
- Валовой внутренний продукт на душу населения на 2003 составляет 7.896,16 реалов (данные: Бразильский институт географии и статистики).
- Индекс развития человеческого потенциала на 2000 составляет 0,800 (данные: Программа развития ООН).